# Josef Bartovský
Josef Bartovský (3. prosince 1884 Stupno okr. Rokycany – 19. listopadu 1964 Plzeň) byl český hudební skladatel.

## Život
Vystudoval reálné gymnázium Plzni a učitelský ústav v Praze. Začal učit na Rokycansku a v roce 1919 se stal profesorem na učitelském ústavu v Plzni.
Hře na klavír a skladbě se učil u Otakara Bradáče, harmonii a kontrapunkt u Karla Steckra. Již jako chlapec hrával v hornických dechových kapelách. Vojenskou službu absolvoval ve Vídni, kde pokračoval ve studiu u Nanzoniho. Po skončení války absolvoval mistrovskou školu na Pražské konzervatoři u Vítězslava Nováka. Vykonal státní zkoušky ze zpěvu, houslí, klavíru a varhan.
Nadále vyučoval na učitelském ústavu v Plzni a významně se podílel na kulturním životě západních Čech. Byl dirigentem Lidové filharmonie v Plzni a sbormistrem Pěveckého sboru západočeských učitelů. Významně se podílel na osvětové činnosti. Vedl četné přednášky, kurzy pro lidové hudebníky a často přispíval do novin a časopisů.
Zemřel 19. listopadu 1964 v Plzni. Je pochován na hřbitově v Dýšině.

## Dílo

### Opery
- U zlatého slunce (opera o 1 jednání, 1911, libreto Karel Leger, premiéra 1911 v Radnicích)
- Píseň modrých hor (opera o 3 jednáních, 1924, libreto Quido Maria Vyskočil, premiéra 25. března 1925 v Městském divadle v Plzni)
- Václav z Michalovic (historická opera o 3 jednáních, 1927, libreto Eduard Šimek podle básně Svatopluka Čecha, premiéra 28. června 1928 v Městském divadle v Plzni)
- Žena v trojúhelníku (hudební drama o 3 jednáních — 5 obrazech, 1931, libreto Josef Entner, premiéra 4. února 1937 v Městském divadle v Plzni)
- Neteř biskupova (hudební veselohra o 1 jednání, 1938, libreto skladatel podle hry Milana Begoviće, premiéra 20. prosince 1946 v Městském divadle v Plzni)
- Lopucha (hudební veselohra o 1 jednání, 1940, libreto skladatel podle hry Milana Begoviće, neprovedeno)
- Cesty usmíření (opera o 3 jednáních — 6 obrazech, 1953, libreto skladatel, neprovedeno)

### Kantáty
- Naše píseň (1924)
- Žižkův duch (1924)
- Ritornely (1936)
- Máchův Máj (1936)
- Buď práci čest
- Zpívám ti, země

### Orchestrální skladby
- Suita d-moll (1913)
- 4 rapsódie (1918)
- Smyčcová serenáda (1913)
- Intimní suita (1940)
- Symfonietta G-dur (1919)
- 1. symfonie A-dur (1922)
- 2. symfonie cis-moll (na text Otokara Březiny - 1941)
- Koncert pro flétnu a orchestr
- 2 koncerty pro klavír a orchestr
- 5 symfonických básní
- 4 melodramy

### Komorní hudba
- 10 smyčcových kvartetů
- Klavírní kvartet g-moll
- 3 kvintety pro dechové nástroje
- Sextet pro dechové nástroje
- Portugalské sonety (mezzosoprán s komorním souborem)

Kromě toho řada skladeb pro sólové nástroje (klavír, housle, viola, violoncello a dechové nástroje), 18 písňových cyklů, 10 cyklů mužských sborů i několik smíšených sborů. Skládal také scénickou hudbu k činoherním představením a hudbu chrámovou. Zkomponoval rovněž hudbu k pantomimě Petrklíče na námět Svatopluka Čecha.

### Pedagogické práce
- Metodika a praxe při vyučování intonaci.
- Problém výcviku sluchového při vyučování harmonii.
- Cvičebnice zpěvu sborového.
- Přehled forem a nauky o hudebních nástrojích.
- Nauka o orchestru.